# The Past
"The Past" (em português: "O Passado") é o quinto episódio da primeira temporada da série de televisão norte-americana de drama pós-apocalíptica Fallout, baseada na franquia de jogos eletrônicos de RPG de mesmo nome criada pela Interplay Entertainment e atualmente propriedade da Bethesda Softworks. O episódio foi escrito pelo co-produtor executivo Carson Mell e dirigido por Clare Kilner. Ele foi lançado no Amazon Prime Video no dia 10 de abril de 2024 junto com o restante da temporada.
A série retrata as consequências de uma guerra nuclear apocalíptica em uma história alternativa da Terra, onde os avanços na tecnologia nuclear após a Segunda Guerra Mundial levaram ao surgimento de uma sociedade retrofuturista e a uma subsequente guerra de recursos. Os sobreviventes se refugiaram em abrigos nucleares conhecidos como Refúgios (Vaults, no inglês), construídos para preservar a humanidade em caso de aniquilação nuclear. No episódio, Lucy (Ella Purnell) e Maximus (Aaron Moten) se encontram e decidem formar uma equipe, enquanto isso as eleições para supervisor estão acontecendo no Refúgio 33.
O episódio recebeu análises extremamente positivas dos críticos, com elogios direcionados ao tom sombrio do episódio e o foco na história do Refúgio.

## Enredo
Em Los Angeles, Maximus marca Thaddeus honrosamente por suas ações no combate com o glutão antes de revelar sua verdadeira identidade. Enfurecido por ter sido engano, Thaddeus desativa a armadura de Maximus, deixando-o preso em seu interior, e vai embora com a cabeça de Wilzig e o CX404. Na manhã seguinte, Lucy encontra Maximus e o ajuda a sair da armadura. Percebendo que ambos podem se beneficiar da cabeça, eles concordam em trabalhar juntos para encontrá-la.
As eleições para escolher um novo supervisor tem início no Refúgio 33. Com uma maioria de 98%, Betty Johnson é eleita. Como sua primeira ordem, ela anuncia um plano polêmico para repovoar o Refúgio 32 com os cidadãos do Refúgio 33 após limpá-lo e restaurá-lo em sua totalidade. Secretamente, Norm invade o computador central do Refúgio 32 e descobre que o Refúgio 31 forneceu os supervisores (incluindo seu pai) para o 32 e 33 desde o dia em que as bombas caíram.
Saindo de Los Angeles, Lucy e Maximus chegam nas ruínas de Shady Sands, uma antiga cidade do pós-guerra destruída anos antes. Enquanto Maximus fica arrasado ao relembrar a morte de seus pais, Lucy lamenta a ignorância dela e de seus companheiros Moradores, já que eles acreditaram nas afirmações dos Supervisores de que nenhuma civilização existia fora do Refúgio.
Enquanto caminham pela área, eles tropeçam em alguns invasores locais que se autodenominam "Fiends". Lucy tenta, mas não consegue, persuadir os Fiends a deixá-los passar pacificamente, e Maximus é ferido quando atira e os mata. O ferimento piora e os obriga a procurar suprimentos médicos em um antigo prédio de escritórios da Vault-Tec. No entanto, eles são deixados inconscientes por uma entidade desconhecida. Quando acordam, Lucy e Maximus descobrem que agora estão no Refúgio 4.

## Produção

### Trilha sonora
A trilha sonora foi composta por Ramin Djawadi. O episódio apresentou várias músicas incluindo "Henry" do The Jet-Tones, "Robin in the Pine" de Bonnie Guitar, "Ladyfingers" de Herb Alpert, "What a Diff'rence a Day Makes" de Dinah Washington e "It's Just a Matter of Time" de Brook Benton.

## Lançamento
O episódio estrou no dia 10 de abril de 2024 de maneira simultânea com o restante da temporada no Amazon Prime Video. Originalmente, a temporada estava programada para estrear em 12 de abril de 2024.

## Recepção
"The Past" recebeu críticas bastante positivas dos críticos. William Hughes do The A.V. Club avaliou o episódio com nota "A" e escreveu: "'The Past' é um longo episódio de uma hora, mas com toda a honestidade, Fallout provavelmente fez por merecer. O show ainda apresenta algumas bobagens secundárias como a oscilação ridícula dos bolos de gelatina do Refúgio 33, ou a alegria insistente de Pemberton ao colocar um ter um grande “T” em chamas marcado em seu pescoço, mas o show não se esquiva dos aspectos mais sombrios desta franquia à medida que ela avança para a metade posterior, e produziu um de seus episódios mais memoráveis e irresistíveis até hoje."
Jack King do Vulture avaliou o episódio com 3 estrelas de 5 e escreveu: "Como é revelado no final do episódio, em algum momento nas últimas décadas, Shady Sands foi destruída, aparentemente em uma explosão nuclear. É um decisão que, sem dúvida, provocará um debate vociferante online. É também uma atitude bastante corajosa que você deve respeitar, desde que valha a pena."
Sean T. Collins, em sua análise para o Decider, escreveu: "cada episódio de Fallout parece alcançar um novo nível, ou desbloquear uma nova área, ou lançar uma nova missão secundária. E talvez seja assim, de fato, que se adapta jogos eletrônicos: traduza sua estrutura iterativa em episódios que contem histórias seguindo a velha tradição televisiva, com obstáculos para manter as coisas funcionando." Ross Bonaime do Collider deu nota 7 de 10 e escreveu: "Este é outro de uma série de episódios que se concentram mais na criação de dinâmicas e mistérios maiores, mas como os episódios anteriores que funcionaram da mesma maneira, Fallout mostra que isso é tão convincente quanto a ação absurda e a violência maluca. Às vezes, é muito emocionante ver duas pessoas se unindo com o objetivo comum de encontrar uma cabeça decapitada [sic]."
Joshua Kristian McCoy do Game Rant classificou o episódio com 3 estrelas e meia de 5 e escreveu: "Fallout se sente chocantemente segura de si ao entrar na segunda metade. Jonathan Nolan e Lisa Joy sabiam o que tinham com este projeto, garantindo uma vitrine impressionante para uma rara adaptação de videogame bem-sucedida." Greg Wheeler do The Review Geek avaliou o episódio com 4 estrelas de 5 e escreveu: "Na verdade, há muito o que curtir nesta história, e a maneira como tudo parece estar se encaixando está se preparando para esse mistério dentro do Refúgio se revelar como algo mais sinistro do que imaginamos inicialmente. Fallout foi um relógio convincente e o final sugere que temos muito mais drama pela frente."